# ジェノサイド2
ジェノサイド2（GENOCIDE2） は、ズームが開発した横スクロールのアクションゲーム。『ジェノサイド』の続編として1991年12月7日にX68000で発売。前作「ファランクス」のエンディングで、製作を予告していた。

## ストーリー
前作から50年、関節工学及び伝達技術の発達により急速な発展を遂げた大企業CONEXは、その高水準の開発技術でトレーサー兵器の世界シェアの大半を手中に納めていた。
そのCONEXの某大国との不穏な動きを察知したIPC（国際平和評議会）は、世界を危機に陥れると思われるCONEX製大形兵器を使用した某大国との共同作戦を阻止すべく、バイオニクス戦士竜ヶ崎健を筆頭に今夜行動を開始する。

## 概要・前作との相違点
今作からは連続斬り3回目で相手との間合いが離れる仕様になっているため、前作のような斬って斬って斬りまくる操作感はない。そのかわり防御や側転・ダッシュなど操作の幅が広がり、特殊アイテム（マッドベティ・エクスプロード・シールド）が使用可能になった。つまり、攻撃パターンを覚えて、的確な攻略をすることが要求されるようになった。
標準武器であるベティは最初から使えるが、登場時からエネルギーゲージが自動的に減少するなどといった制約があり、使いどころを考えて使う必要がある。
難易度自体は、前作より抑え目になっている。

## 補足
- ゲーム中にポーズをかけると、G2と右下に表示されるが、これは映画ターミネーター2の略称「T2」に倣ったもの。

また、最終面ではターミネーター2に登場したT-1000に倣った液体金属型のロボットが登場する。
- エンディングの字幕は全て英語だが、ディスクのドキュメントには日本語訳が用意されている。

## 移植
1と併せてジェノサイド・スクウェアとしてFM TOWNS版が発売されている。ベティの使用時間制限が無くなるなどの変更点がある。
コトブキシステムから1994年8月5日にスーパーファミコン版が発売されている。タイトル画面ではGENOCIDE2と表示されるが、パッケージでは「G2 ジェノサイド」と表記されている。移植を担当したのはBits Studios。デモシーン、ステージ、BGMなどが大幅にカットされ操作感覚もオリジナルとは異なり、グラフィック以外の再現性は高くない。
2004年4月16日からX68000版がプロジェクトEGGにて配信されている。また、プロジェクトEGGでは、かつてメーカーが無償公開していた本体のディスクイメージとマニュアルをまとめたファイル、さらにはサウンドトラックも有料で配信されている。

## 評価
4Gamer.netの板東篤はX68000版のグラフィックを高く評価しており、プレイ中に豆粒のような敵兵士を見たときはその緻密さに感動したと同時にロボットに乗っているという感覚を確認できたと振り返っている。